# Hohenroth (Driedorf)
Hohenroth ist einer der neun Ortsteile der Gemeinde Driedorf im mittelhessischen Lahn-Dill-Kreis. Mit dem Höllberg befindet sich hier der höchste hessische Berg des Westerwalds.

## Geografie
Der Ort liegt im östlichen Hohen Westerwald etwa 12 km südwestlich von Herborn und 38 km nordöstlich von Montabaur. Die Entfernung nach Siegen beträgt etwa 38 km und nach Wetzlar 33 km. Hohenroth an der hessischen Landesgrenze zu Rheinland-Pfalz. Die Entfernung zum Dreiländereck Hessen – Rheinland-Pfalz – Nordrhein-Westfalen beträgt etwa 5 km. Die Gemarkung des Ortes hat eine Größe von 3,55 km².
Die angrenzenden Orte sind, von Norden, an der Landesgrenze, im Uhrzeigersinn beginnend die Orte: Waldaubach, Heisterberg, Driedorf, Mademühlen (alle Gemeinde Driedorf im Lahn-Dill-Kreis). Nach der Landesgrenze folgen: Rehe und Homberg in der Verbandsgemeinde Rennerod des Westerwaldkreises.
Die Gemarkung liegt überwiegend in einem Seitental des Rehbachs, einem Zufluss der Dill. Nord-östlich des Ortes erhebt sich der  Höllberg (642,8 m). Nordwestlich befindet sich der Berg Großefeld (619,4 m). Südwestlich des Ortes, bereits in Rheinland-Pfalz, befindet sich der Krimberg (596,2 m).

## Geschichte

### Ortsgeschichte
Der Ort entstand vermutlich im 9./10. Jahrhundert, als im Westerwald für neue Orte umfangreiche Rodungen erforderlich wurden.
Hohenroth gehörte seit dem Mittelalter zum Amt und Kirchspiel Driedorf, dessen Geschichte es teilte. Nahe dem Ort verlief die Fernhandelsstraße von Köln nach Leipzig über Altenkirchen und Herborn.
Hessische Gebietsreform (1970–1977)
Die bis dahin selbständigen Gemeinden Heiligenborn, Heisterberg und Hohenroth wurden zum 1. Oktober 1971 im Zuge der Gebietsreform in Hessen auf freiwilliger Basis in die Gemeinde Driedorf eingegliedert.
Für alle nach Driedorf eingegliederten Gemeinden wurden Ortsbezirke mit Ortsbeirat und Ortsvorsteher nach der Hessischen Gemeindeordnung eingerichtet.

### Verwaltungsgeschichte im Überblick
Die folgende Liste zeigt im Überblick die Herrschaftsgebiete und Staaten, in denen Hohenroth  lag, bzw. die Verwaltungseinheiten, denen es unterstand:
- vor 1739: Heiliges Römisches Reich, Grafschaft/Fürstentum Nassau-Dillenburg, Amt Driedorf[7]
- ab 1739: Heiliges Römisches Reich, Fürstentum Nassau-Diez, Amt Driedorf
- 1806–1813: Großherzogtum Berg, Département Sieg, Arrondissement Dillenburg, Kanton Driedorf
- 1813–1815: Fürstentum Nassau-Oranien, Amt Driedorf
- ab 1816: Herzogtum Nassau[Anm. 1], Amt Herborn
- ab 1849: Herzogtum Nassau, Kreisamt Herborn[Anm. 2]
- ab 1854: Herzogtum Nassau, Amt Herborn
- ab 1867: Norddeutscher Bund[Anm. 3], Königreich Preußen, Provinz Hessen-Nassau, Regierungsbezirk Wiesbaden, Dillkreis[Anm. 4]
- ab 1871: Deutsches Reich, Königreich Preußen, Provinz Hessen-Nassau, Regierungsbezirk Wiesbaden, Dillkreis
- ab 1918: Deutsches Reich, Freistaat Preußen, Provinz Hessen-Nassau, Regierungsbezirk Wiesbaden, Dillkreis
- ab 1932: Deutsches Reich, Freistaat Preußen, Provinz Hessen-Nassau, Regierungsbezirk Wiesbaden, Landkreis Dillenburg
- ab 1933: Deutsches Reich, Freistaat Preußen, Provinz Hessen-Nassau, Regierungsbezirk Wiesbaden, Dillkreis
- ab 1944: Deutsches Reich, Freistaat Preußen, Provinz Nassau, Dillkreis
- ab 1945: Amerikanische Besatzungszone, Groß-Hessen, Regierungsbezirk Wiesbaden, Dillkreis
- ab 1946: Amerikanische Besatzungszone, Hessen, Regierungsbezirk Wiesbaden, Dillkreis
- ab 1949: Bundesrepublik Deutschland, Hessen, Regierungsbezirk Wiesbaden, Dillkreis
- ab 1968: Bundesrepublik Deutschland, Hessen, Regierungsbezirk Darmstadt, Dillkreis
- ab 1971: Bundesrepublik Deutschland, Hessen, Regierungsbezirk Darmstadt, Dillkreis, Gemeinde Driedorf[Anm. 5]
- ab 1977: Bundesrepublik Deutschland, Hessen, Regierungsbezirk Darmstadt, Lahn-Dill-Kreis, Gemeinde Driedorf
- ab 1981: Bundesrepublik Deutschland, Hessen, Regierungsbezirk Gießen, Lahn-Dill-Kreis, Gemeinde Driedorf

### Einwohnerentwicklung
| Hohenroth: Einwohnerzahlen von 1834 bis 2020 | Hohenroth: Einwohnerzahlen von 1834 bis 2020 | Hohenroth: Einwohnerzahlen von 1834 bis 2020 | Hohenroth: Einwohnerzahlen von 1834 bis 2020 | Hohenroth: Einwohnerzahlen von 1834 bis 2020 |
| --- | -------------------------------------------- | -------------------------------------------- | -------------------------------------------- | -------------------------------------------- |
| Jahr |                                              |                                              |                                              | Einwohner                                    |
| 1834 | 1834                                         |                                              | 171                                          | 171                                          |
| 1840 | 1840                                         |                                              | 148                                          | 148                                          |
| 1846 | 1846                                         |                                              | 142                                          | 142                                          |
| 1852 | 1852                                         |                                              | 162                                          | 162                                          |
| 1858 | 1858                                         |                                              | 150                                          | 150                                          |
| 1864 | 1864                                         |                                              | 152                                          | 152                                          |
| 1871 | 1871                                         |                                              | 129                                          | 129                                          |
| 1875 | 1875                                         |                                              | 147                                          | 147                                          |
| 1885 | 1885                                         |                                              | 136                                          | 136                                          |
| 1895 | 1895                                         |                                              | 132                                          | 132                                          |
| 1905 | 1905                                         |                                              | 131                                          | 131                                          |
| 1910 | 1910                                         |                                              | 130                                          | 130                                          |
| 1925 | 1925                                         |                                              | 148                                          | 148                                          |
| 1939 | 1939                                         |                                              | 167                                          | 167                                          |
| 1946 | 1946                                         |                                              | 204                                          | 204                                          |
| 1950 | 1950                                         |                                              | 209                                          | 209                                          |
| 1956 | 1956                                         |                                              | 193                                          | 193                                          |
| 1961 | 1961                                         |                                              | 189                                          | 189                                          |
| 1967 | 1967                                         |                                              | 197                                          | 197                                          |
| 1970 | 1970                                         |                                              | 186                                          | 186                                          |
| 1977 | 1977                                         |                                              | 178                                          | 178                                          |
| 1990 | 1990                                         |                                              | ?                                            | ?                                            |
| 2003 | 2003                                         |                                              | 202                                          | 202                                          |
| 2006 | 2006                                         |                                              | 206                                          | 206                                          |
| 2011 | 2011                                         |                                              | 177                                          | 177                                          |
| 2014 | 2014                                         |                                              | 187                                          | 187                                          |
| 2017 | 2017                                         |                                              | 191                                          | 191                                          |
| 2020 | 2020                                         |                                              | 191                                          | 191                                          |
| Datenquelle: Historisches Gemeindeverzeichnis für Hessen: Die Bevölkerung der Gemeinden 1834 bis 1967. Wiesbaden: Hessisches Statistisches Landesamt, 1968. Weitere Quellen: LAGIS; nach 1970: Gemeinde Driedorf; Zensus 2011 |                                              |                                              |                                              |                                              |

### Religionszugehörigkeit
| • 1885: | 136 evangelische (= 100,00 %) Einwohner                            |
| • 1961: | 157 evangelische (= 83,07 %), 32 katholische (= 16,93 %) Einwohner |

## Politik
Der Ort gehört bei Wahlen zum Deutschen Bundestag zum Wahlkreis „173 Lahn-Dill“, für Wahlen zum Hessischen Landtag zum Wahlkreis „21 Lahn-Dill I“.
Mit der Gebietsreform ist die Gemeindeverwaltung auf die Gemeinde Driedorf übergegangen. Letzter Bürgermeister war Kurt Göbel. Im Ort besteht ein Ortsbeirat aus fünf Mitgliedern. Der Ortsbeirat hat gegenüber der Gemeindevertretung Vorschlags- und Anhörungsrecht in den Angelegenheiten, die den Ort betreffen. Nach den Kommunalwahlen in Hessen 2021 ist Jörg Göbel Ortsvorsteher.

## Kultur und Sehenswürdigkeiten
Im Ortskern von Hohenroth befindet sich das ehemalige Schulhaus, mit Betsaal im Obergeschoss. Das Gebäude wurde 1757 errichtet. Das Fachwerkhaus besitzt ein Satteldach mit Dachreiter.

## Wirtschaft und Infrastruktur
Der Ort verfügt über ein Dorfgemeinschaftshaus.

### Verkehr
Der Ort liegt in der Nähe der B 255 von Herborn über Driedorf nach Montabaur. Der nächste Bahnhof befindet sich in Herborn an der Dillstrecke. Es bestehen Busverbindungen nach Driedorf, Rehe und Herborn. Die Entfernung zum Flughafen Frankfurt beträgt 108 km, nach Köln/Bonn ca. 107 km.

### Bildung
In Hohenroth existiert kein Kindergarten. Dieser ist in Driedorf. Der Ort gehört zum Einzugsbereich der Westerwaldschule Driedorf, einer Grund-, Haupt- und Realschule. Weiterführende Schulen können in Herborn oder Dillenburg besucht werden.

## Persönlichkeiten
- Jacob Schneider (1782–1855), Hofbeständer und Mitglied des Nassauischen Landtags